# Joaquim Coll i Amargós
Joaquim Coll i Amargós (Barcelona, 6 de març de 1967) és historiador i escriptor. Doctor en Història Contemporània per la Universitat de Barcelona, especialitzat en la política dels segles XIX y XX. Premi Ciutat de Barcelona 1998 en Història de l'Ajuntament de Barcelona per l'estudi biogràfic: "Narcís Verdaguer i Callís i el catalanisme possibilista". Funcionari, tècnic superior de la Diputació de Barcelona, ha estat també professor associat a la Universitat de Barcelona i a la Universitat Autònoma de Barcelona. Va ser integrant del Grup d'Estudis d'Història de la Cultura i dels Intel·lectuals. Bibliotecari a les Juntes de l'Ateneu Barcelonès presidides per Oriol Bohigas i Guardiola entre 2003 i 2011, i principal artífex de la modernització de la seva important biblioteca històrica.
Fou un dels impulsors dels Federalistes d'Esquerres, constituïda el juliol de 2013 i presentada formalment en societat el 25 de setembre de 2013. Ha codirigit quatre cursos d'estiu a la Universitat Internacional Menéndez Pelayo de 2015 a 2018. Va ser vicepresident de Societat Civil Catalana (SCC) des de la fundació fins a octubre de 2016.
És articulista habitual a El Periódico de Catalunya des de 2010 i a altres mitjans com El País, 20 Minutos i Crónica Global.

## Publicacions
- Cataluña, el mito de la secesión: Desmontando las falacias del soberanismo, Editorial Almuzara (2014). En col·laboració amb Juan Arza.
- A favor de España y del catalanismo, un ensayo contra la regresión política, Edhasa (2010) en col·laboració amb l'ex-diputat socialista en el Congrés dels Diputats, Daniel Fernández González.
- L'Ateneu i Barcelona: 1 segle i 1/2 d'acció cultural, Grup RBA, 2006. Coordinador editorial.
- Diverses veus en el Diccionari d'historiografia catalana (Gran Enciclopèdia Catalana, 2003). Antoni Simon (dir.)
- Puig i Cadafalch: de la militància associativa a l'exercici de la política regionalista (1887-1907), article i intervenció a les jornades científiques sobre Puig i Cadafalch i la Catalunya contemporània (Institut d'Estudis Catalans, 2001), dirigides per Albert Balcells i González. Les conferències han estat publicades el 2003 amb el mateix títol que les jornades.
- Els quadres del primer catalanisme 1882-1900 (Publicacions de l'Abadia de Montserrat, 2000), en col·laboració amb Jordi Llorens i Vila.
- Narcís Verdaguer i Callís (1862-1918) i el catalanisme possibilista (Publicacions de l'Abadia de Montserrat, 1998)
- El catalanisme conservador davant l'afer Dreyfus (Curial edicions, 1994)